# Nino Konis Santana
Nino Konis Santana, nascido José Conisso António Santana (Vero, 12 de janeiro de 1957 – Ainaro, 11 de março de 1998) foi um líder do movimento de resistência timorense, e comandante das FALINTIL, as forças de guerrilha da FRETILIN que lutaram contra a Indonésia e pela independência de Timor-Leste.

## Juventude
Nino Konis Santana nasceu em 1957 na aldeia de Vero, subdistrito de Tutuala, perto de Lospalos, distrito de Lautém, sendo baptizado com o nome de Antoninho Santana. Enquanto jovem, Nino foi dirigente da UNETIM (União Nacional dos Estudantes Timorenses). Foi membro da comissão que preparou o processo eleitoral em Lospalos em 1974 e foi professor, na mesma localidade, até à invasão indonésia de Dezembro de 1975.

## Envolvimento com a resistência timorense
Após a invasão e a ocupação indonésia, Konis Santana buscou refúgio nas montanhas e ingressou na luta armada, na Região Militar de Lospalos.
Em 1981 foi nomeado membro do grupo de ligação liderado por Xanana Gusmão. No início de 1992, após a captura de José da Costa, aliás "Mau Hodu Ran Kadalak", passou a adido político de Xanana Gusmão. Com a prisão de Xanana em Novembro de 1992, Konis Santana foi nomeado membro do Comité Político-Militar liderado por António João Gomes da Costa, conhecido pelo nome de guerra "Ma'Hunu", que acabou também por ser capturado pelas forças indonésias no ano seguinte em Manufahi. Nino Konis Santana ascendeu, então, a comandante operacional das FALINTIL (Forças Armadas de Libertação e Independência de Timor-Leste), tendo reorganizado a resistência com o estabelecimento do Conselho Executivo da Luta Armada e da Frente Clandestina, coordenando toda a actividade da resistência dentro do território. Nino Konis Santana foi ainda Secretário do Comité Directivo da FRETILIN (Frente Revolucionária do Timor-Leste Independente).
Com o objectivo de levar a guerra à parte ocidental da ilha, Konis Santana fixou-se em Ermera em 1991. Inicialmente vivendo nas plantações de café durante o dia, com o intensificar das patrulhas indonésias -- naquele tempo chegou a haver 1 soldado indonésio por cada 35 civis timorenses! -- Konis, com a ajuda de familiares que viviam na zona, construiu um pequeno oratório dedicada a Nossa Senhora de Fátima. Por baixo, ficava um esconderijo que incluía uma pequena sala, um quarto de dormir e um quarto de banho, onde Konis viveu os últimos seis anos da sua vida. No entanto, dali conseguia comandar as forças no terreno, graças ao serviço de estafetas de levavam e traziam mensagens, de rádios e também, já perto do final da sua vida, pelo recurso a um telefone via satélite.

## Morte
Apesar da presença constante do exército indonésio nas redondezas, o esconderijo nunca foi descoberto. Konis acabou por falecer a 11 de Março de 1998 na sequência de complicações de saúde e da falta de assistência médica à altura. Com a sua morte a liderança da luta armada de Timor-Leste passou a ser assumida por Taur Matan Ruak, até à realização do referendo que decidiu a independência do território.

## Reconhecimento
Em finais de 2005, após cinco anos de investigação nos arquivos deixados pelo comandante em Timor-Leste, o historiador português José Mattoso lançou o livro A Dignidade - Konis Santana e a Resistência Timorense.
A primeira área protegida timorense, criada em 2008, foi batizada Parque Nacional Nino Konis Santana.